# ShinSight Trio
ShinSight Trio（シンサイト・トリオ）は、3人組のDJ、ヒップホップ・ユニット。日本人とアメリカ人で構成された、国境を越えた珍しいヒップホップ・トリオである。

## 来歴
3人それぞれが個々でソロ活動を行なっており、トラックメーカーであるShin-Skiが渡米中にボストンを拠点に活動するInsightと知り合う。帰国後にアルバム制作の話が挙がり、その際「アルバムを作るならDJが必要だ」となり、Shin-Skiが「いいのがおるわ！」と勝手にDJ RYOWを誘い「もうメンバーに入れたから」とInsightには知らせず、いつの間にかメンバーにDJ RYOWが加入した。

その後2006年に「ShinSight Trio」として1stアルバムを発表。1stアルバム「Shallow Nights Blurry Moon」はスマッシュヒットを記録し、後にリリースされた「RED EP」「BLUE EP」「YELLOW EP」の3枚のアナログ盤は発売と同時に売り切れ、プレミアが付いている。

1st、2nd、3rdアルバムすべて、タイトルに「Moon」が入っている。

## メンバー
- Shin-Ski（シンスキー）トラックメーカー/プロデューサー

出身地：日本/兵庫県尼崎市
兵庫県尼崎市出身のトラックメイカー/プロデューサー/DJ。中学時代、Princeに衝撃を受け音楽活動を始める。1995年に渡米し、本場のダンスミュージックの洗礼を受け、制作を始めた。メンバーのInsightとは渡米中に知り合う。帰国後Shin-Ski名義でInsight、Time Machine、Funky DL、海外・国内アーティストのアルバムにて、トラック制作やリミックスを多数手掛ける。また、日本のロックバンド「くるり」の「赤い電車」のリミックスも手掛ける等、ヒップホップ・フィールドに止まらず活動を広げる。
- Insight（インサイト）MC

出身地：アメリカ/ボストン
ボストンを拠点に活動するアメリカ人のラッパー/プロデューサー/レーベルオーナー。1990年代初頭より活動。父親もミュージシャンとして活動していた。KRS-ONE、BIG DADDY KANE、O・C等、数々のアーティストから絶大な支持を得ている。
レーベルLast Arcadiaを運営し、日本国内でも高い人気を誇る。
- DJ RYOW a.k.a smooth current（ディージェー リョウ）DJ

出身地：日本/東京都
東京都出身。Shin-Skiに声をかけられたことがきっかけでShinSight Trioに加入。日本各地のイベントや、海外アーティストのライブ・イベントへの出演等、豊富な経験を持つ。ホームイベント「Pleasure」をはじめ、CL Smooth、Funky DL、DJ KRUSH、Fat Jon等、国内外の有力アーティストと共演している。Insight、Time Machine、Styles of Beyond等のアーティストのリミックスや楽曲提供も行なっている。

## ディスコグラフィー

### アルバム
|     | 発売日        | 規格番号   | タイトル                         | 備考                                                                            |
| --- | ------------- | ---------- | -------------------------------- | ------------------------------------------------------------------------------- |
| 1st | 2006年7月5日  | BACY-054   | Shallow Nights Blurry Moon       | 日本盤デジパック仕様、ボーナストラック2曲収録、歌詞/対訳付き                    |
| 2nd | 2010年8月25日 | BACY-062   | wheres there a moon that is mine |                                                                                 |
| 3rd | 2011年9月21日 | TECI-22664 | Moonlight Sunrise                | Imperial Recordsよりリリース。日本盤デジパック仕様、ポスター封入、歌詞/対訳付き |